# Neoditomyia colombiana
Neoditomyia colombiana är en tvåvingeart som beskrevs av Lane och Sturm 1958. Neoditomyia colombiana ingår i släktet Neoditomyia och familjen platthornsmyggor.
Artens utbredningsområde är Colombia. Inga underarter finns listade i Catalogue of Life.